# Volley-ball féminin aux Jeux du Pacifique
Le volley-ball féminin est apparu en 1966 lors de la 2e édition des Jeux du Pacifique.

## Palmarès
| 1966 Détails | Nouméa           | Tahiti             | Nouvelle-Calédonie | Wallis-et-Futuna   |                    |
| 1969 Détails | Port Moresby     | Tahiti             |                    |                    |                    |
| 1971 Détails | Papeete          | Tahiti             | Nouvelle-Calédonie | Wallis-et-Futuna   |                    |
| 1975 Détails | Tumon            | Nouvelle-Calédonie | Tahiti             | Wallis-et-Futuna   |                    |
| 1979 Détails | Suva             | Tahiti             |                    |                    |                    |
| 1983 Détails | Apia             | Tahiti             | Nouvelle-Calédonie | Samoa américaines  |                    |
| 1987 Détails | Nouméa           | Tahiti             | Samoa américaines  | Wallis-et-Futuna   |                    |
| 1991 Détails | Port Moresby/Lae | Tahiti             | Wallis-et-Futuna   | Samoa américaines  |                    |
| 1995 Détails | Papeete          | Tahiti             | Nouvelle-Calédonie | Fidji              |                    |
| 1999 Détails | Hagåtña          | Tahiti             | Fidji              | Nouvelle-Calédonie |                    |
| 2003 Détails | Suva             | Tahiti             | Nouvelle-Calédonie | Samoa              | Fidji              |
| 2007 Détails | Apia             | Tahiti             | Fidji              | Samoa              | Nouvelle-Calédonie |
| 2011 Détails | Nouméa           | Tahiti             | Nouvelle-Calédonie | Samoa              | Fidji              |

## Tableau des médailles
| Rang | Pays               | Médaille d'or, Océanie | Médaille d'argent, Océanie | Médaille de bronze, Océanie | Total |
| 1    | Tahiti             | 12                     | 1                          | 0                           | 13    |
| 2    | Nouvelle-Calédonie | 1                      | 6                          | 1                           | 8     |
| 3    | Fidji              | 0                      | 2                          | 1                           | 3     |
| 4    | Wallis-et-Futuna   | 0                      | 1                          | 4                           | 5     |
| 5    | Samoa américaines  | 0                      | 1                          | 2                           | 3     |
| 6    | Samoa              | 0                      | 0                          | 3                           | 3     |